# Anselm Blanch i Batlle
Anselm Blanch i Batlle (Vilassar de Dalt, Barcelona, 31 d'agost de 1638 - Montserrat, 9 de setembre de 1689) fill de Margarita i Jaume Blanch, va ser un monjo benedictí en el Monestir de Montserrat que va destacar per la seva vocació musical i religiosa.

## Biografia

### Educació i càrrecs monàstics
Anselm va ser bautitzat en la parròquia de Sant Ginés amb el nom de Jaime. La seva educació musical va tenir lloc a l'Escolania de Montserrat, on va quedar-se fins al 26 de juny de 1657, moment en què va rebre l'hàbit de monjo benedictí i el nom d'Anselm. Pel que fa a les seves tasques monàstiques, va tenir diferents ocupacions i càrrecs; entre elles es va dedicar a ser sagristà major. Durant aquest període va encomanar daurar l'orgue del monestir que s'havia completat l'any 1609 i la compleció del cambril de la Verge que va ser començat per Cererols i Sellares. Cal destacar la devoció que mostrava a una antiga imatge del Sant Crist, venerada en una capella de l'església. Una de les seves funcions especials va ser organitzar una festa solemne en el seu honor durant el dia de la Transfiguració del Senyor.

### Vocació musical
A més de dedicar-se tota la seva vida a la religió, va tenir una vocació musical que el va portar a fer uns canvis en la forma de fer música al monestir. Destaca la solemnització de la processó per l'administració del viàtic gràcies a l'afegiment d'instruments musicals que s'encarregaven d'acompanyar.